# Simulium delponteianum
Simulium delponteianum är en tvåvingeart som beskrevs av Wygoszinsky 1961. Simulium delponteianum ingår i släktet Simulium och familjen knott. Inga underarter finns listade i Catalogue of Life.